# Alert-Dienst
Als Alert-Dienst (von engl. alert service für Meldedienst bzw. Meldungsdienst), Selective Dissemination of Information (SDI) oder Current-Awareness-Dienst werden Informationsdienste bezeichnet, bei denen nach dem Publish-Subscribe-Modell Anfragen angemeldet werden können, deren Antworten dann als regelmäßige Meldungen zugeschickt werden. Bei den Meldungen kann es sich beispielsweise um Treffer einer Suchmaschine, Beiträge in einem Weblog oder um Inhaltsverzeichnisse von Fachzeitschriften handeln. Die Mitteilungen können dabei per RSS oder E-Mail empfangen werden.
Im Unterschied zu Suchmaschinen, bei denen in allen bereits gesammelten Dokumenten gesucht wird, ermitteln Alert-Dienste kontinuierlich, ob ein neu hinzugekommenes Dokument zuvor definierte Abfragekriterien erfüllt, und senden gegebenenfalls eine entsprechende Meldung an den Benutzer. Die Meldung enthält entweder die vollständigen Treffer, eine Zusammenfassung oder einen Verweis.
Im Allgemeinen findet bei Current-Awareness-Diensten die Benachrichtigung in regelmäßigen Abständen – zum Beispiel monatlich – statt, während bei einem Alert-Dienst neu hinzukommende Datensätze die Benachrichtigung auslösen. Die Terminologie ist jedoch nicht einheitlich, so dass verschiedene Bezeichnungen für gleiche Arten von Diensten verwendet werden. In einem stark erweiterten Sinne wird der Begriff Alert zudem auch für Dienste verwendet, bei denen es sich lediglich um Abonnements periodisch erscheinender Publikationen handelt. So nennen manche Journal-Herausgeber die Abonnements digitaler Inhaltsverzeichnisse ebenfalls „Alerts“.

## Geschichte, Technik und Verbreitung
Eine Vorform von Alerting-Diensten bilden Referateorgane, die neue Publikationen rezensieren. Computergestützte Alert-Dienste sind etwa seit Anfang der 1970er Jahre bekannt.
Ungefähr ab 1999 gewannen Weblogs als neue Publikationsform im Internet an Bedeutung. Weblogs verfügen typischerweise über einen RSS-Web-Feed, der alle Beiträge unmittelbar zusammen mit der Publikation auch in maschinenlesbarer Form zugänglich macht. Blogpings sorgen dafür, dass interessierte Weblogs, aber eben auch z. B. Alert-Dienste, sofort automatisiert von der Publikation jedes neuen Beitrags erfahren. Im Jahr 2002 entstand der Weblog-Alert-Dienst Technorati. Technorati berichtete über neue Beiträge in Weblogs, die benutzerdefinierte Abfrage-Kriterien erfüllen. Bereits ein Jahr später entstanden zahlreiche ähnliche Dienste und seit 2004 integrieren die großen, etablierten Internet-Suchmaschinen Google, Yahoo und MSN Alert-Dienste in ihr Angebot. Inzwischen bieten die großen Suchmaschinen beispielsweise auch Alert-Dienste speziell für traditionelle Nachrichtenquellen an, also für Agenturticker, Online-Ausgaben von Zeitungen und ähnliche Quellen; und mit IngentaConnect 2004 ein Alert-Dienst für Inhaltsverzeichnisse wissenschaftlicher Journale entstanden.

## Anwendungsbeispiele

### Suchmaschinen
Neben Alert-Diensten zur Suche in Weblogs wird auch von Suchmaschinen prospektive Recherche angeboten. Prospektive Suche mit Suchmaschinen meldet Positionsveränderungen in den Top-Ergebnissen einer gegebenen Suchanfrage. Damit wird ein recht spezieller Informationsbedarf gedeckt: zum Beispiel kann eine Firma beobachten, ob ihre eigene Website unter den Spitzen-Ergebnissen bei der Suche nach dem Gattungsnamen des vermarkteten Produkts liegt. Ein anderer Fall wäre eine so scharf gefasste Suchanfrage, dass dabei zunächst weniger als zehn oder zwanzig Ergebnisse erzielt werden – in diesem Fall würde die prospektive Suchanfrage auch über gänzlich neue Fundstellen berichten. Die Yahoo-Websuche sowie die Nachrichten- und Websuche von Google bieten – sowohl in ihren internationalen als auch deutschsprachigen Varianten – Alert-Dienste an, diese liefern die Ergebnisse sowohl als RSS-Web-Feed als auch als E-Mail-Benachrichtigung.

### Dauerrecherchen
Kommerzielle Datenbankanbieter bieten die Möglichkeit der Dauerrecherchen mit eigenen themenbezogenen Abfragen in auszuwählenden Datenbanken. Die Inhalte der Datenbanken sind meist Fachpublikationen, Patente etc. Die Abfragen müssen in der vom Datenbankanbieter zur Verfügung gestellten Suchsprache erstellt werden. Die Dauerrecherchen sind kostenpflichtig, bei der Abfrage können viele Parameter wie Inhalt der Ausgabe (Datenbankfelder), Laufzeit, Menge der Publikationen etc. vorgegeben werden.

### Webseiten
Neben Alert-Diensten, die Veränderungen eines vom Benutzer definierten Abfragekriteriums melden, gibt es auch Dienste, die eine einfachere Funktion erfüllen: Sie melden schlicht jede Veränderung einer vom Benutzer ausgewählten Website, gleich welcher Art und welchen Inhalts. Da auch bei diesen Diensten die Meldungen ereignisgesteuert sind, können sie sicherlich ebenfalls als Alerts bezeichnet werden.